# Suphan Thongsong
Suphan Thongsong (in thailandese สุพรรณ ทองสงค์; Suphan Buri, 26 agosto 1994) è un calciatore thailandese, difensore del Bangkok Utd e della nazionale thailandese.

## Caratteristiche tecniche
È un difensore centrale.

## Carriera

### Club
Ha giocato in vari club della prima divisione thailandese; tra il 2016 ed il 2017 ha inoltre disputato complessivamente anche 6 partite in AFC Champions League con la maglia del Muangthong Utd.

### Nazionale
Ha giocato nella nazionale thailandese Under-23.
Con la nazionale thailandese ha preso parte alla Coppa d'Asia 2019, nella quale ha giocato 2 partite nella fase a gironi, entrambe da titolare. Successivamente viene convocato anche per la Coppa d'Asia 2023.

## Statistiche

### Cronologia presenze e reti in nazionale
| Cronologia completa delle presenze e delle reti in nazionale ― Thailandia | Cronologia completa delle presenze e delle reti in nazionale ― Thailandia | Cronologia completa delle presenze e delle reti in nazionale ― Thailandia | Cronologia completa delle presenze e delle reti in nazionale ― Thailandia | Cronologia completa delle presenze e delle reti in nazionale ― Thailandia | Cronologia completa delle presenze e delle reti in nazionale ― Thailandia | Cronologia completa delle presenze e delle reti in nazionale ― Thailandia | Cronologia completa delle presenze e delle reti in nazionale ― Thailandia |
| Data                                                                      | Città                                                                     | In casa                                                                   | Risultato                                                                 | Ospiti                                                                    | Competizione                                                              | Reti                                                                      | Note                                                                      |
| ------------------------------------------------------------------------- | ------------------------------------------------------------------------- | ------------------------------------------------------------------------- | ------------------------------------------------------------------------- | ------------------------------------------------------------------------- | ------------------------------------------------------------------------- | ------------------------------------------------------------------------- | ------------------------------------------------------------------------- |
| 10-01-2019                                                                | Dubai                                                                     | Bahrein                                                                   | 0 – 1                                                                     | Thailandia                                                                | Coppa d'Asia 2019 - 1º turno                                              | -                                                                         | 20’                                                                       |
| 14-01-2019                                                                | al-'Ayn                                                                   | Emirati Arabi Uniti                                                       | 1 – 1                                                                     | Thailandia                                                                | Coppa d'Asia 2019 - 1º turno                                              | -                                                                         | 79’                                                                       |
| 21-03-2019                                                                | Nanning                                                                   | Cina                                                                      | 0 – 1                                                                     | Thailandia                                                                | Cina Cup - Semifinale                                                     | -                                                                         |                                                                           |
| Totale                                                                    |                                                                           | Presenze                                                                  | 3                                                                         |                                                                           | Reti                                                                      | 0                                                                         |                                                                           |